# شبگرد-باز دم‌کوتاه
شبگرد-باز دم‌کوتاه (نام علمی: Lurocalis semitorquatus) نام یک گونه از تیره شبگردان است.